# Job Simulator
Job Simulator: The 2050 Archives è un videogioco di simulazione in realtà virtuale sviluppato e pubblicato da Owlchemy Labs per Microsoft Windows, PlayStation 4 e Oculus Quest in cui i giocatori partecipano a comiche approssimazioni di lavori del mondo reale.

## Modalità di gioco
I giocatori partecipano a lavori simulati gestiti da robot, assomigliano a monitor CRT con la differenza che fluttuano ed hanno una faccia. Le occupazioni tra cui si può scegliere sono: "Il Meccanico", "Gourmet Chef", "commessa" e "impiegato". Accompagnati da un personaggio del computer che fornisce spiegazioni e istruzioni, i giocatori eseguono compiti associati a quell'occupazione, alcuni realistici e altri comici. Ad esempio, nella simulazione "Impiegato", i giocatori si impegnano in attività come la valutazione di nuovi dipendenti e il trasferimento di chiamate, ma sono anche chiamati a mangiare ciambelle e partecipare ad altre attività d'ufficio.
I giocatori interagiscono con l'ambiente virtuale in modo simile a come farebbero nella vita reale. È possibile interagire con la maggior parte degli oggetti alla portata del giocatore: molti possono essere raccolti e manipolati, mentre oggetti fissi come tastiere ed elettrodomestici avranno pulsanti, leve o quadranti che il giocatore può utilizzare.
Al giocatore viene spesso concessa una grande quantità di libertà creativa nel modo in cui completa un'attività. Ad esempio, si possono tirare oggetti o eseguire i propri incarichi in modo molto fantasioso.
Gran parte dell'umorismo del gioco deriva sia da situazioni stereotipate nei lavori svolti. Ad esempio, nel lavoro del meccanico il tuo "capo" ti può chiedere di sabotare l'auto dei clienti.
Il gioco presenta anche una speciale modalità "spettatore" che serve a fornire una prospettiva più divertente ai giocatori che stanno osservando qualcun' altro che sta giocando.

## Sviluppo
Job Simulator è stato il primo gioco annunciato per il dispositivo SteamVR. Il gioco è stato incluso anche con l' HTC Vive al suo lancio il 5 aprile 2016. Gli sviluppatori in seguito hanno abbassato il prezzo del gioco in risposta alle recensioni dei clienti.

## Accoglienza
Polygon ha scritto che la modalità spettatore del gioco, in cui il giocatore può muovere una telecamera fluttuante nello spazio virtuale, era il modo perfetto per trasmettere in streaming e osservare la realtà virtuale.
Job Simulator ha vinto il premio Best VR / AR Game alla Game Developers Conference 2017. Il PlayStation Official Magazine lo ha indicato come il tredicesimo miglior gioco per PS VR.
Molti critici hanno elogiato l'alto valore di produzione e la divertente impressione iniziale, ma alcuni sono rimasti delusi dalla mancanza di profondità e rigiocabilità.

### Vendite
Owlchemy Labs ha annunciato che Job Simulator aveva venduto oltre 1 milione di copie. Job Simulator ha debuttato tra i primi 10 giochi per PSVR durante il suo lancio nell'ottobre 2016 e lo era ancora al comunicato stampa del gennaio 2020. È stato anche il gioco per PSVR numero 1 dal 2017 al 2019.